# Venâncio Aires
Venâncio Aires là một đô thị thuộc bang Rio Grande do Sul, Brasil. Đô thị này có diện tích 773,239 km², dân số năm 2007 là 64438 người, mật độ 83,34 người/km².